# Algerien während des Zweiten Weltkrieges
|  | Dieser Artikel oder Abschnitt wurde wegen inhaltlicher Mängel auf der Qualitätssicherungsseite der Redaktion Geschichte eingetragen (dort auch Hinweise zur Abarbeitung dieses Wartungsbausteins). Dies geschieht, um die Qualität der Artikel im Themengebiet Geschichte auf ein akzeptables Niveau zu bringen. Dabei werden Artikel gelöscht, die nicht signifikant verbessert werden können. Bitte hilf mit, die Mängel dieses Artikels zu beseitigen, und beteilige dich bitte an der Diskussion! |

Während des Zweiten Weltkriegs wurde Algerien von Frankreich verwaltet.

## Kontext

Verwaltungsgliederung Algeriens zwischen 1934 und 1955.

Algerien stand unter französischer Besatzung. Der Norden bestand aus mehreren Departements und der Süden aus den Territorien des Südens. Der französische Generalstab sprach bereits Ende der 1930er Jahre von einem möglichen Rückzug der französischen Verwaltung in Nordafrika.

## Beginn des Konflikts

### Sitzkrieg und Westfeldzug

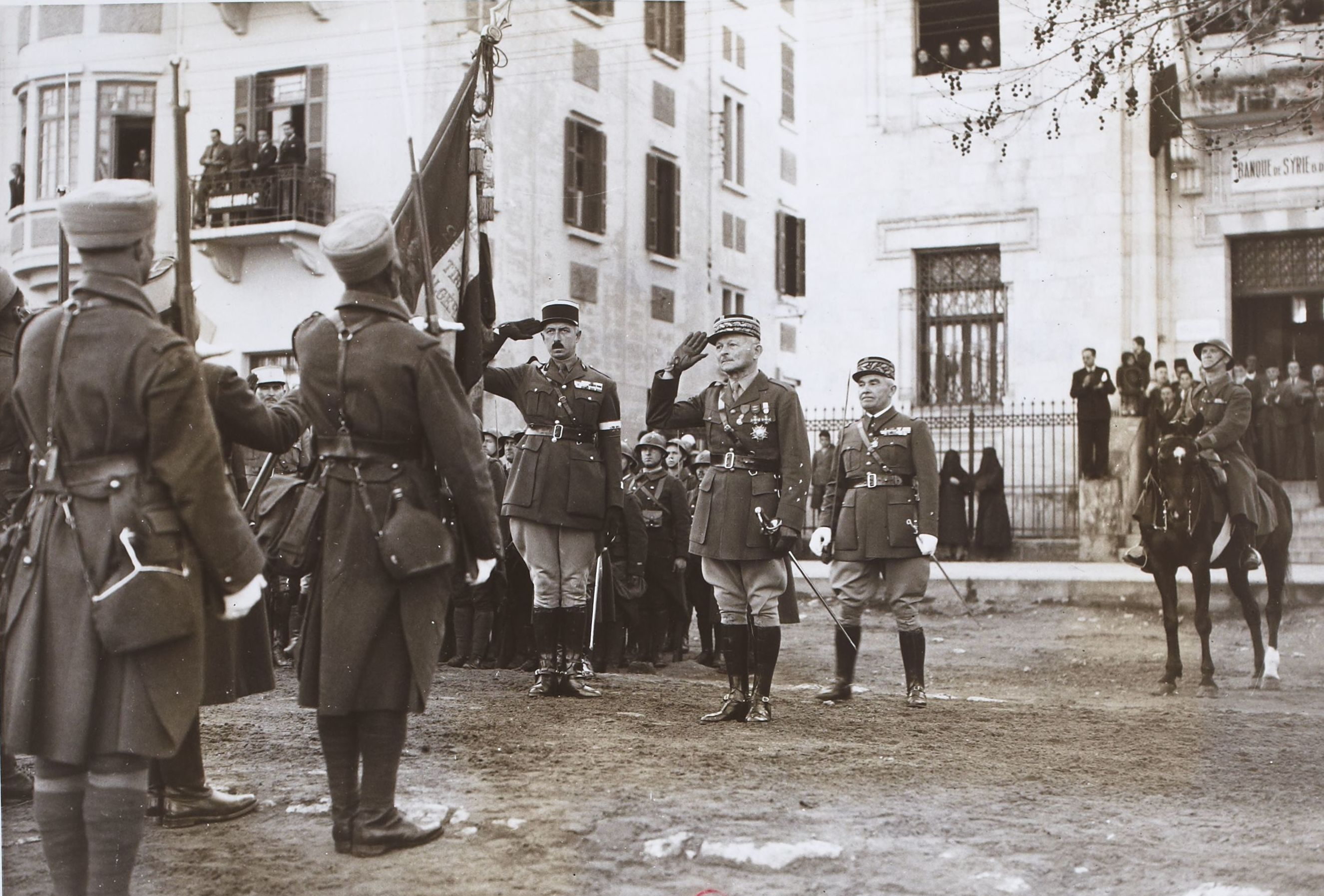
Algerische Tirailleure bei einer Musterung durch General Maxime Weygand

In Algerien wurden drei Regimenter mit Reservisten gebildet: im Departement Algier die 17. Régiment de Tirailleurs Algériens (RTA); im Departement Oran die 18. RTA; im Departement Constantine die 19. RTA. Drei in Marokko stationierte algerische Bataillone sind dem 29. RTA angeschlossen.
Am 10. Mai 1940 waren 14 algerische Regimenter in der Metropole präsent. Mehrere algerische Tirailleure-Einheiten nahmen an der Verteidigung der Loire in Saumur teil.

### Waffenstillstand
Algerien kam unter die Kontrolle des Vichy-Regimes. Von den acht in Algerien und Tunesien verbliebenen Regimentern wurden vier aufrechterhalten und vier aufgelöst.

### Reaktionen der Bevölkerung

#### Widerstand gegen den Nationalsozialismus und Antisemitismus seitens der Algerier
Nach der Aufhebung des Crémieux-Dekrets am 7. Oktober 1940 leisteten einige Muslime den algerischen Juden Hilfe.
Die algerischen politischen Persönlichkeiten standen der zunehmenden Prekarisierung der Lage der algerischen Juden generell sehr ablehnend gegenüber:
„Ferhat Abbas erklärte gegenüber den Zuhörern in Bezug auf die antisemitischen Maßnahmen der Vichy-Regierung und wandte sich rhetorisch an die Kolonialbehörden: ‚Was ihr den Juden in Algerien antut, die so stark in die französische Zivilisation integriert sind, geschieht aus eigenem Antrieb und nicht auf Wunsch des Feindes, der sich nicht für die Abschaffung des Crémieux-Dekrets interessiert; euer Rassismus richtet sich in alle Richtungen: heute gegen die Juden und immer gegen die Araber“.
Laut Benjamin Stora verloren Juden das Recht, in vielen Bereichen zu arbeiten (Presse, Militär usw.), wurden von europäischen Kolonisten sogar teilweise bestohlen, und ihre Kinder verloren das Recht auf Bildung und grundlegende Bedürfnisse.
Eine Erfassung jüdischen Eigentums wurde von den Europäern zur Vorbereitung der „Arisierung“ durchgeführt, und ausländische Juden waren besonders von Internierungsmaßnahmen in Lagern der französischen Kolonialherrschaft in Algerien betroffen. Ihr Besitz wurde oft gestohlen und auf Nichtjuden übertragen.
Im Allgemeinen hatte die antisemitische Propaganda Vichys, obwohl sie bei den weißen Siedlern sehr populär war, wenig Einfluss auf die Muslime. Der Veteranenverband Vichys, die Französische Legion der Kämpfer, war besonders aktiv in den Kampagnen gegen Juden in Nordafrika.
Insgesamt hatte die algerische Bevölkerung eine negative Sicht auf das Vichy-Regime. Die algerischen Juden leisteten insbesondere im Jahr 1942 bei der Einnahme von Algier heftigen Widerstand gegen Vichy. Trotz der Vertreibung stellte Frankreich die jüdische Staatsbürgerschaft erst 1943 wieder her und betrachtete das Thema als zweitrangig im Vergleich zu den militärischen Konflikten mit den Achsenmächten. Der algerische Widerstand (jüdisch und muslimisch) in Algerien beschränkte sich nicht nur auf militärische Aktionen, sondern umfasste auch Bildungsinitiativen. Im Jahr 1941 arbeiteten eine Gruppe von muslimischen und jüdischen Algeriern zusammen an der Gründung einer Universität. Leider wurde die Universität noch im selben Jahr wieder aufgelöst.

## Befreiung

### Kämpfe in Nordafrika
Die französische Regierung siedelte sich 1943 in Algier an und blieb dort bis zur Befreiung. Das französische Nordafrika hatte den Alliierten ein logistisches „Sprungbrett“ bei den Operationen gegen die Achse in Tunesien, Sizilien, Italien 1943 und der Provence 1944 zur Verfügung gestellt.
Am 8. November 1942 landeten die von Dwight D. Eisenhower angeführten Alliierten in Nordwestafrika (Marokko und Algerien) und die US-Marine griff zwei Häfen Algeriens an, Mers El Kebir und Algier. Die algerische jüdische Gemeinde trug zum Vorstoß der alliierten Truppen bei.

### Nordafrika
Nach der Befreiung kämpften die algerischen Rekrutentruppen gegen die Wehrmacht in Tunesien.

### Italien
Die algerischen Bauern nahmen an der Schlacht von Monte Cassino teil.

### Ende des Krieges
Am 8. Mai 1945 gedachten die Algerier der deutschen Kapitulation, indem sie algerische Fahnen zeigten. Die französische Regierung reagierte ablehnend und versuchte, diese Flaggen zu beschlagnahmen. Es kam zu einem Aufstand gegen die Siedler, der von der Armee hart niedergeschlagen wurde.

## In der Populärkultur
Der Film Indigènes von Rachid Bouchareb folgt einer Gruppe von drei algerischen Tirailleurs und einem marokkanischen Goumier, die an der Befreiung Frankreichs teilnahmen.

## Algerische Persönlichkeiten des Zweiten Weltkrieges

### Djaafar Khemdoudi
Djaafar Khemdoudi wurde am 12. November 1917 in Sour El-Ghozlane geboren. 1939 wurde er zum Kommando eines Bataillons von nordafrikanischen Soldaten mobilisiert. Er trat am 1. Dezember 1942 der Résistance bei. Er stellte falsche Zeugnisse für die Widerspenstigen im Service du travail obligatoire aus, half den Juden bei der Vorbereitung ihrer Flucht und den anderen Widerstandskämpfern. Angeklagt, wurde er am 23. Juni 1944 in Lyon verhaftet. Er wurde im Gefängnis Montluc inhaftiert und am 31. Juli 1944 ins Lager Neuengamme deportiert. Angesichts des Vormarsches der sowjetischen Truppen wird er in das Lager von Malchow und dann nach Ravensbrück verlegt, wo die sowjetische Armee ihn schließlich befreit. Er kehrt am 21. Mai 1945 nach Frankreich zurück. Er stirbt in Lyon am 26. Juli 2011.

### Kaddour Benghabrit
Kaddour Benghabrit wurde am 1. November 1868 in Sidi Bel Abbès geboren. Im Jahr 1940 vermutete ein offizielles Dokument des Außenministeriums von Vichy, dass Abdelkader Mesli gefälschte muslimische Beglaubigungszeugnisse ausgestellt habe. Aber im Jahr 2021 wurde in Yad Vashem kein Fall für Abdelkader Mesli eröffnet.

### Saïd Mohammedi
Saïd Mohammedi, geboren am 27. Dezember 1912 in Larbaâ Nath Irathen, trat während des Zweiten Weltkriegs freiwillig in die Wehrmacht ein.